# Lex Hortensia de nundinis
La Lex Hortensia de nundinis (287 a.C.) fu una legge promulgata a Roma ai tempi della Repubblica, dal dittatore Quinto Ortensio.
La legge stabiliva che le nundinae, cioè i giorni di mercato, erano dies fasti, cioè vi si potevano svolgere le azioni per la giustizia. La legge fu di grande aiuto per chi abitava fuori città, tipicamente agricoltori, che venendo in città per commerciare prodotti, potevano al tempo stesso dare seguito ad eventuali azioni legali di loro interesse.